# Révolution copernicienne

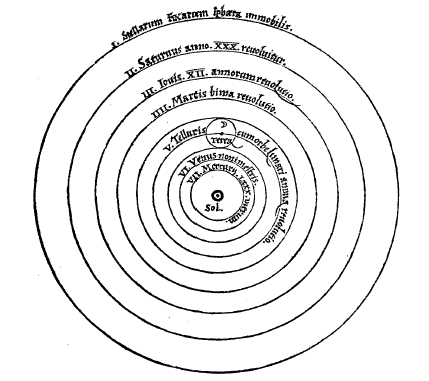
Système héliocentrique simplifié de Copernic extrait de De revolutionibus.

La révolution copernicienne, appelée aussi copernicianisme, est le renversement de la représentation du monde et de l'Univers du XVIe au XVIIIe siècle, provoqué par la parution de l'œuvre De revolutionibus orbium cœlestium de Nicolas Copernic en 1543. Au modèle géocentrique en vigueur (l'astronomie de Ptolémée datant du IIe siècle, héritière des conceptions géocentriques des philosophes grecs du IVe siècle av. J.-C.) succède un modèle héliocentrique défendu par Nicolas Copernic, perfectionné par Johannes Kepler, Galilée, et Newton. Selon les termes d'Alexandre Koyré, cette évolution fit passer l'humanité d'une vision d'un monde clos à un Univers infini, en tout cas sans limites connues.
La révolution copernicienne est l'archétype de la révolution scientifique, telle que l'a décrite Thomas Samuel Kuhn dans La Révolution copernicienne (1957) et La Structure des révolutions scientifiques (1962). Ce qu'il est convenu d'appeler la « controverse ptoléméo-copernicienne » est resté dans la mémoire collective comme un exemple type de résistance mentale de la part des tenants d'une ancienne représentation du monde par rapport à l'émergence d'une nouvelle vision qui s'épanouit au siècle des Lumières. Par extension, on parle de « révolution copernicienne » (ou de « changement de paradigme ») pour d'autres bouleversements des concepts en vigueur.
La révolution copernicienne a transformé profondément la représentation du monde par rapport à ce qu'elle était dans l'Antiquité et au Moyen Âge. Elle a modifié le rapport de l'homme à la nature en reconnaissant aux mathématiques un rôle particulier pour décrire les lois « physiques » de l'univers. Dans le paysage scientifique occidental, Galilée apparaît comme le père de la science moderne.

## Grandes phases de la révolution copernicienne

### Représentations du monde avant la révolution copernicienne (avant 1510)
Dès l'Antiquité, on savait que la Terre était sphérique. En revanche, la plupart des auteurs la plaçaient au centre de l'Univers (Aristarque de Samos suggéra que la Terre tournait autour du Soleil).
Durant le haut Moyen Âge, en Occident latin, grâce à la traduction du Timée, la rotondité de la Terre reste communément admise par les lettrés ; mais il faudra attendre le XIIe siècle pour que soit découverte l’œuvre de Claude Ptolémée, grâce aux traductions de l'Almageste depuis le grec et l’arabe.
L'idée de faire le tour de la Terre par bateau se heurtait à de nombreux préjugés, dont celui de l'impossibilité de supporter la chaleur de la zone équatoriale. Mais les préjugés reculèrent grâce à des ouvrages tels que le Livre des merveilles du monde de Jean de Mandeville (à ne pas confondre avec le Le Livre de Marco Polo). Jean de Mandeville était un explorateur originaire de Liège. Il fut qualifié quelquefois d'imposteur ou d'affabulateur de génie. Toujours est-il que, après un voyage de 34 ans en Extrême-Orient (1322-1356), ce qui était considérable pour l'époque, il compila les informations de son voyage et de ceux de missionnaires franciscains et dominicains. Le livre des merveilles du monde, manuscrit rédigé en trois versions, puis traduit en 250 exemplaires dans une dizaine de langues vernaculaires, dut avoir un retentissement important dans la société. Il est à peu près sûr qu'il influença le jeune Christophe Colomb (circumnavigation…).
Entre les XIIe et XVe siècles, la représentation du monde qui se met en place en Occident est donc une représentation géocentrée, qui s'appuie sur les références suivantes :
- les philosophes de l'Antiquité (Parménide, Platon, et Aristote), qui savaient que la Terre était sphérique ;
- l'astronome Ératosthène, pour l'estimation de la circonférence terrestre ;
- le géographe et astronome grec Ptolémée ;
- l'astronome perse Al-Farghani ;
- les récits des missionnaires franciscains en Asie ;
- le point de vue des Mongols de Pékin dans Le Livre de Marco Polo.

D'autres ouvrages présentaient une représentation cosmographique géocentrée, tels que l’Imago mundi de Pierre d'Ailly. L’Imago mundi fut rédigé en 1410, et imprimé pour la première fois en 1478. Christophe Colomb en avait un exemplaire.
Les grandes découvertes, et principalement les voyages de Vasco de Gama, de Christophe Colomb vers l'ouest, et de Magellan, la découverte consécutive de nouvelles terres situées entre l'Europe et l'Asie ainsi qu'une meilleure connaissance par les Européens des territoires de l'Extrême-Orient, eurent un grand retentissement en Europe.
Aux XIVe et XVe siècles, il n'était pas fait de grande différence entre l'astrologie, l'astronomie, la géographie, la cosmologie, la cosmographie, etc.
Au XVe siècle, Nicolas de Cues est le premier astronome du Moyen Âge à affirmer que le monde ne peut pas être fini, que la Terre n'en est pas le centre, et qu'elle se meut (traité Docte ignorance, 1440). Mais ses conceptions cosmologiques furent complètement ignorées par ses contemporains et oubliées par ses successeurs pendant plus de cent ans. Ainsi, au début du XVIe siècle, les traités qui faisaient référence étaient le Traité du ciel d'Aristote et l'Almageste de Ptolémée. Dans la représentation d'Aristote, la Terre était sphérique et fixe au centre de l'univers. Celui-ci était partagé entre le monde sublunaire, et le monde supralunaire, où se déplaçaient le Soleil et les planètes en tournant autour de la Terre. Le monde supralunaire était composé de sphères considérées comme parfaites. Dans le monde supralunaire, on distinguait également la sphère des étoiles fixes. Mais les Écritures saintes, qui contenaient quelques passages cosmologiques (voir ci-dessous la section Passages cosmologiques de la Bible) faisaient également référence, non seulement chez les théologiens (catholiques), mais aussi chez la plupart des astronomes qui y étaient attentifs.

### Copernic et les premières prises de position des savants et des théologiens (1510-1610)

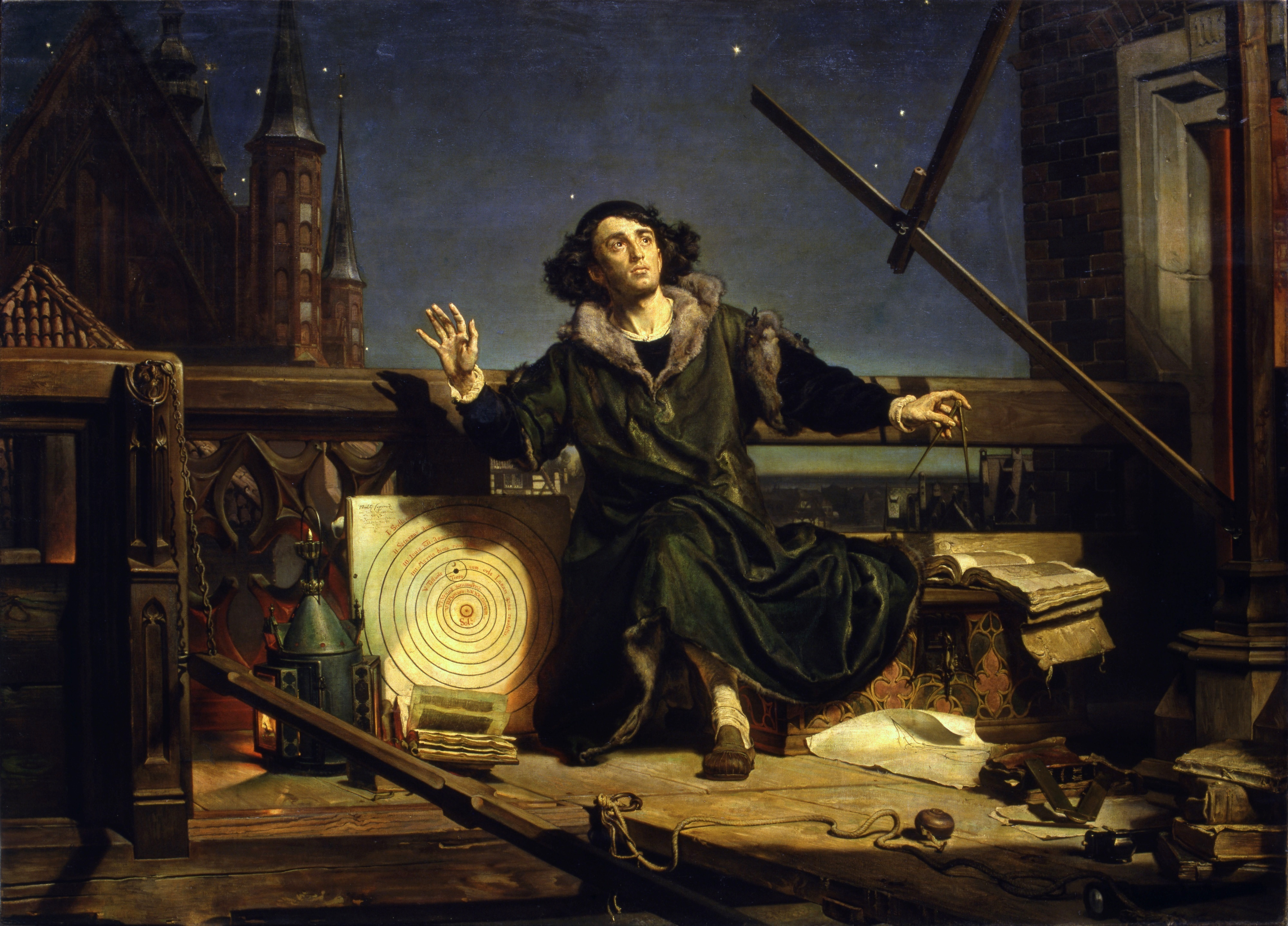
Nicolas Copernic (1473–1543), le savant humaniste qui a changé notre vision du monde en plaçant le Soleil au centre de l'Univers (peinture de Jan Matejko : L'Astronome Copernic ou Conversations avec Dieu).

Copernic est le premier à avoir proposé un modèle dans lequel le Soleil était fixe au centre de l'Univers, les planètes décrivant une trajectoire qu'il pensait circulaire. Il conçut sa doctrine dès 1510 et l'exposa dans le De revolutionibus en 1543.
Cette doctrine resta pendant longtemps confinée à un cercle restreint de spécialistes comme le philosophe Giordano Bruno. Elle provoqua néanmoins des réactions de la part des savants et des théologiens. La plupart des astronomes restèrent fidèles au géocentrisme et la quasi-totalité des théologiens prirent position contre la théorie héliocentrique de Copernic. Parmi les théologiens réformés, on peut citer Melanchthon, et parmi les théologiens catholiques, Bartolommeo Spina (en), son collaborateur le dominicain Giovanni Maria Tolosani (en), et le théologien jésuite Nicolaus Serarius.
Les astronomes de leur côté avaient développé une doctrine intermédiaire entre le modèle géocentrique et le modèle héliocentrique (voir équivalence des hypothèses).
À la fin du XVIe siècle, l'astronome danois Tycho Brahé proposa un système intermédiaire entre le système géocentrique et le système héliocentrique, dans lequel le Soleil et la Lune tournaient autour de la Terre immobile, tandis que Mars, Mercure, Vénus, Jupiter et Saturne tournaient autour du Soleil.

### Galilée et l'interdiction des écrits coperniciens (1610-1633)

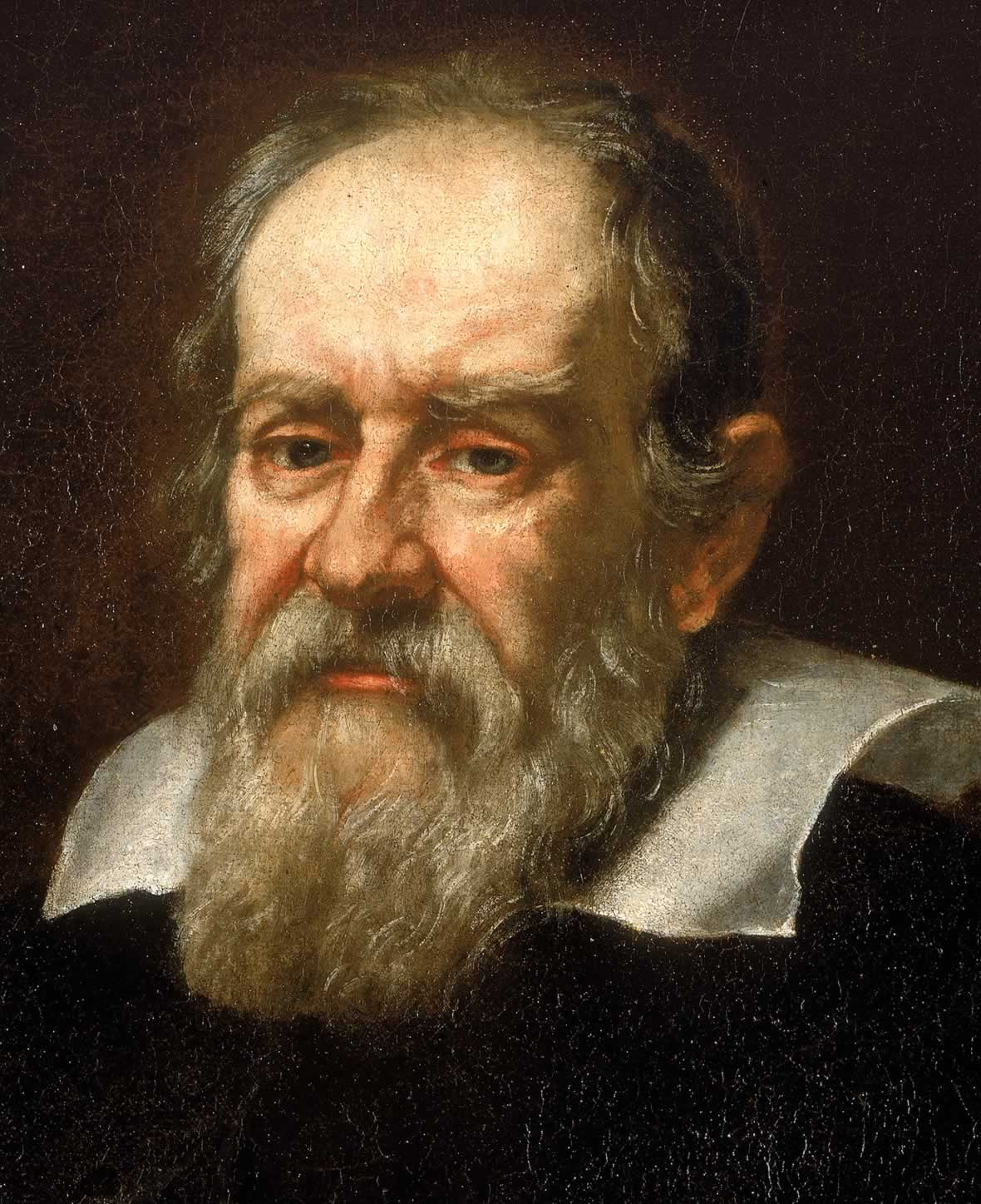
Portrait de Galilée par Giusto Sustermans en 1636.

Galilée publia en 1610 Sidereus nuncius, où il fit état de ses observations de la Lune et des satellites de Jupiter à l'aide de sa lunette astronomique. Il commença alors à faire la promotion de la théorie copernicienne à Florence et à Rome. Il rencontra des résistances de la part des philosophes et des théologiens. Bien que convaincu de la justesse de la théorie copernicienne et s'appuyant sur les observations qu'il effectuait grâce à sa lunette, il ne parviendra pas à apporter la preuve décisive que la Terre tourne sur elle-même et autour du Soleil (héliocentrisme ou système héliocentrique).
En 1615, le carme Paolo Antonio Foscarini prit une position favorable à l'héliocentrisme, en défendant que cette hypothèse n'était pas contraire aux Écritures saintes. La controverse prit une telle ampleur que le cardinal Bellarmin, proche conseiller du pape Paul V plutôt favorable à Galilée quoique ayant activement participé à la condamnation de Giordano Bruno, fut obligé d'intervenir le 12 avril. Il écrivit une lettre à Foscarini où tout en reconnaissant l'intérêt pratique, pour le calcul astronomique, du système de Copernic, il condamnait son établissement au statut de vérité en l'absence de preuve concluante.
Galilée de son côté était bien conscient des problèmes que posait le système de Copernic par rapport à certaines interprétations des passages cosmologiques de la Bible (livre de Josué, Psaumes). Dans sa lettre à Christine de Lorraine (1615), qu'il rendit publique, il revendiquait une autonomie de la science : « L'intention du Saint-Esprit est de nous enseigner comment on doit aller au ciel, et non comment va le ciel ».
En 1616, les écrits coperniciens furent mis à l'Index pour être corrigés et révisés, et les ouvrages favorables à l'héliocentrisme furent interdits, sans qu'il fût interdit de débattre de l'héliocentrisme dans une hypothèse purement mathématique. Toutefois, on ne considérait pas les idées héliocentriques comme hérétiques, mais simplement comme téméraires[réf. incomplète]. Le cardinal Bellarmin notifia personnellement l'interdiction à Galilée.
En octobre 1623, Galilée publie Il Saggiatore (l'Essayeur) dans lequel il affirme que « le livre de l'Univers est écrit en langue mathématique ».
En avril 1624, Galilée fut reçu en audience par le pape Urbain VIII, qui l'encouragea à reprendre par écrit l’analyse et la comparaison entre les plus grands systèmes astronomiques, le modèle copernicien pouvant aussi être pris en compte, pourvu que ce soit dans une perspective purement mathématique[citation nécessaire].
En 1632, Galilée publia, à la demande d'Urbain VIII, le Dialogue sur les deux grands systèmes du monde. Galilée développait dans cet ouvrage ses idées favorables à l'héliocentrisme. Il pensait avoir trouvé dans le phénomène des marées une preuve de l'héliocentrisme. D'autre part, Galilée retourna l'argument de la toute-puissance divine qu'Urbain VIII lui avait demandé d'insérer dans l'ouvrage dans un sens favorable à l'héliocentrisme. L'année suivante (1633), Galilée fut traduit devant le tribunal de l'Inquisition qui jugea qu'il avait enfreint dans cet ouvrage l'interdiction de 1616, qu'il avait présenté l'héliocentrisme comme une thèse et non simplement comme une hypothèse mathématique, et développé des idées contraires aux Écritures saintes. Pour les théologiens de cette époque, en l'absence de preuve, c'était le sens littéral qui prévalait pour l'interprétation de la Bible.
Galilée fut condamné à être emprisonné dans les prisons du Saint-Office à moins d'abjurer ses opinions considérées comme hérétiques. Il abjura et sa peine fut commuée par Urbain VIII en assignation à résidence.

### Réaction des scientifiques: Descartes
Urbain VIII donna l'ordre de faire connaître la condamnation de Galilée à tous les professeurs de mathématiques et de philosophie. Les copies de la sentence et de l'abjuration de Galilée furent envoyées dans l'Europe entière et suscitèrent la surprise des savants.

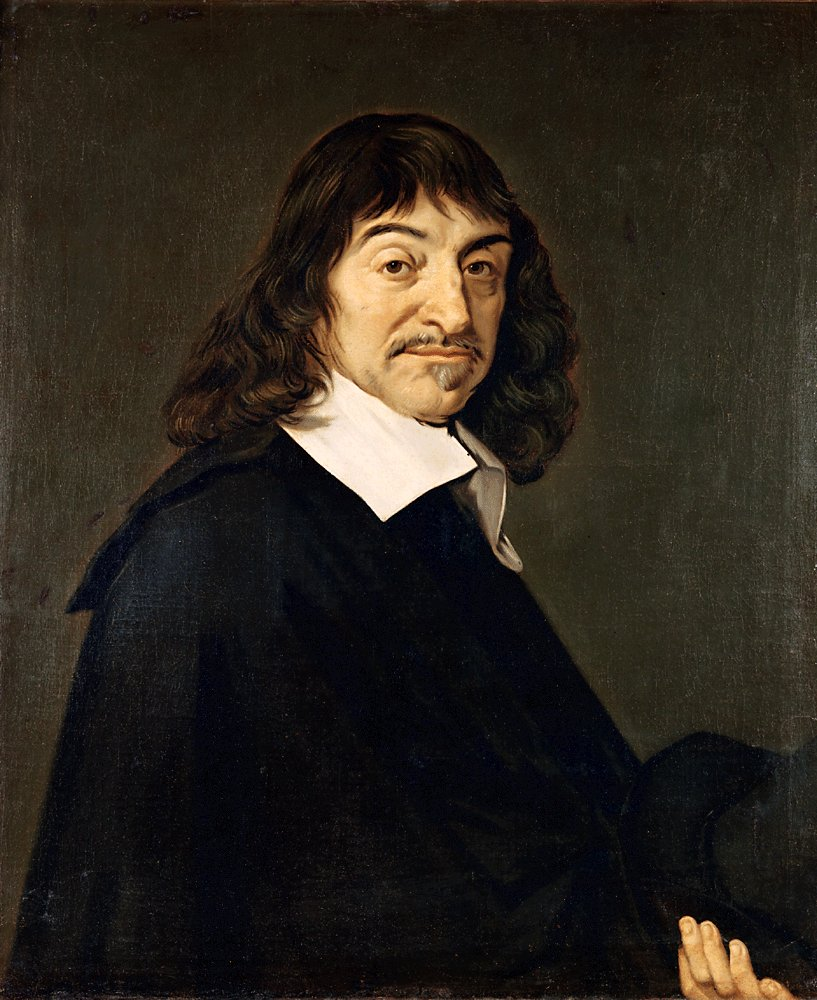
René Descartes, d'après Frans Hals.

C'est ainsi qu'en novembre 1633, René Descartes apprit la condamnation de Galilée. Selon Adrien Baillet, biographe de Descartes en 1691, il en fut bouleversé : « Cet accident [le procès de Galilée] causa dans son esprit une révolution que le public aurait peine à croire s'il en était informé par d'autres que lui-même. » Il reçut de son ami Beeckman l'ouvrage de Galilée, le Dialogue sur les deux grands systèmes du monde, en 1634, soit un an après la condamnation de Galilée. Pour cette raison il renonça à publier son Traité du monde et de la lumière (1632), dans lequel il défendait la thèse de l'héliocentrisme. Ce traité ne fut publié qu'en 1664. Estimant que Galilée s’y était mal pris pour démontrer la thèse héliocentrique et conforté dans le projet de publier le résultat de ses idées philosophiques, dont le cardinal Bérulle lui avait fait une obligation de conscience quelques années auparavant, Descartes décida de concrétiser ce projet en proposant une nouvelle méthode de pensée se détournant de la scolastique. La première étape de ce projet fut le célèbre Discours de la méthode (1637).
La controverse et le procès de Galilée mettaient en effet en évidence les limites de la méthode scolastique, trop spéculative et ne prenant pas assez en compte les résultats de l'expérience. Emboîtant le pas du théologien Nicolas de Cues dont il s'inspira, Descartes se démarqua de la référence aux principes astronomiques d'Aristote, mais il alla plus loin en remettant en cause la scolastique et la philosophie aristotélicienne. Il proposa un système philosophique essentiellement rationaliste, dans lequel la recherche de la vérité reposait sur la raison et les « lumières naturelles » et non sur les lumières de la foi.
Dans ce contexte, le projet cartésien d'une science universelle se conçoit comme une réaction contre la scolastique et contre les « aristotéliciens ». Descartes inaugura sa carrière philosophique avec le Discours de la méthode (1637). Dans les Méditations sur la philosophie première (1641), Descartes décrivit une forme de doute, très axée sur le sujet, qualifiée quelquefois d'hyperbolique. Descartes cherchait à refonder la philosophie sur un principe premier, le cogito, appelé à remplacer la cause première de la scolastique. Descartes écrivit aussi Les Principes de la philosophie (1644), où il considère la métaphysique comme les racines de l'arbre de la philosophie. Dans Recherche de la vérité par les lumières naturelles (sorte de testament publié en 1701), Descartes affirme avancer des vérités sans les emprunter à Platon ou à Aristote ; pour convaincre de sa méthode qui s'appuie sur le doute universel, il met en scène trois personnages : Eudoxe, dont le jugement n’est gâté par aucune fausse opinion et qui possède toute sa raison intacte, telle qu’il l’a reçue de la nature, dialogue avec Polyandre, qui n’a jamais rien étudié, et avec Épistémon, qui sait très bien tout ce qu’on peut apprendre dans les écoles.

### Preuves du mouvement de la Terre - levée de l'interdit (1687-1757)

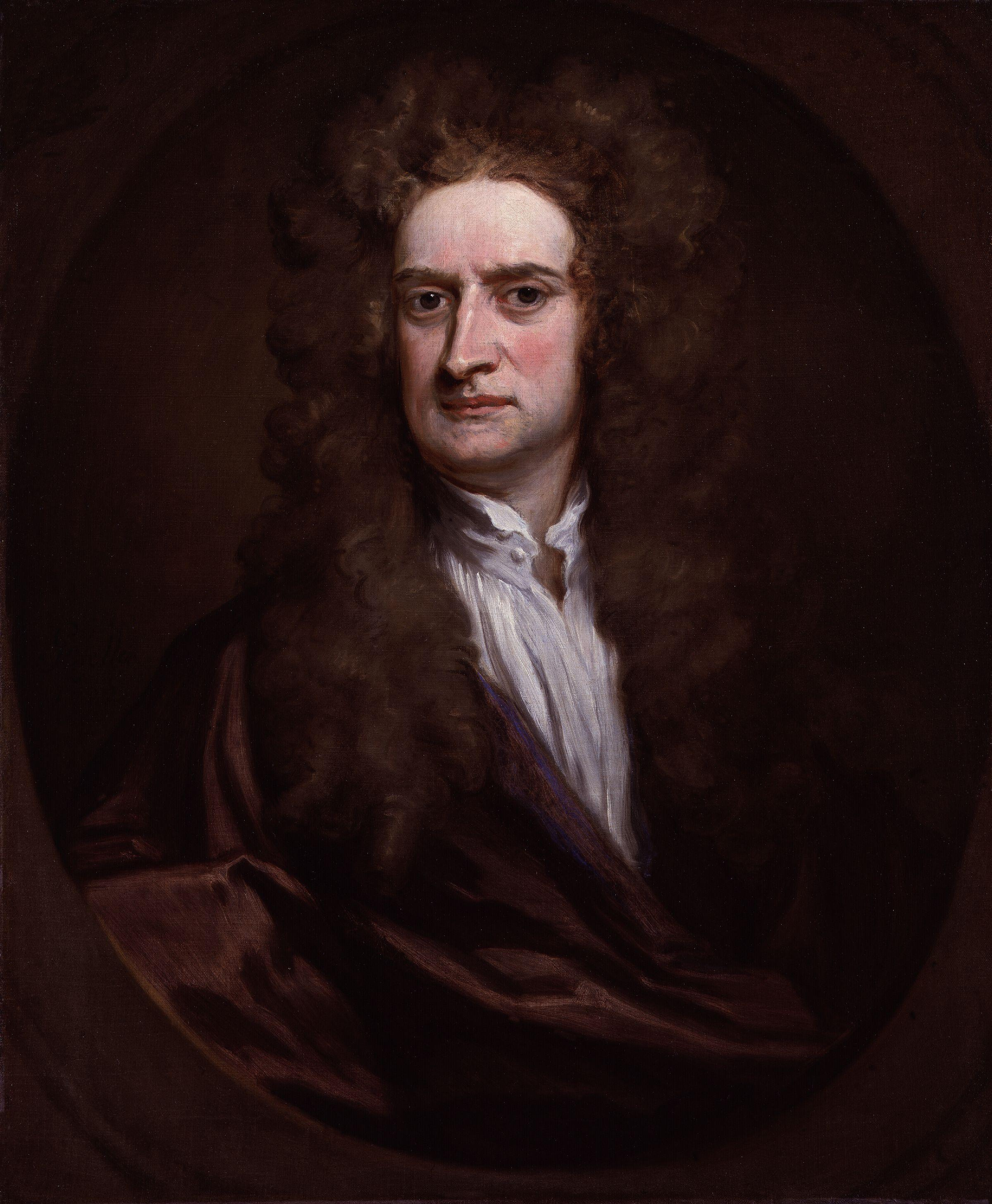
Isaac Newton (Godfrey Kneller, National Portrait Gallery Londres, 1702).

Ce fut Newton qui développa le modèle mathématique permettant d'expliquer le mouvement des planètes autour du Soleil selon des trajectoires elliptiques, à partir de la force de la gravitation universelle. Il a exposé sa théorie dans l'ouvrage Philosophiæ naturalis principia mathematica publié en 1687.
Devant la preuve optique et mécanique de l'orbitation de la Terre apportée en 1728 par les travaux de James Bradley sur l'aberration de la lumière, Benoît XIV autorisa la publication des œuvres complètes de Galilée en 1741. puis les ouvrages traitant de l'héliocentrisme furent à leur tour enlevés de l'Index en 1757.

### Diffusion des idées de Copernic et de Newton dans la société (à partir des années 1730)
Le procès de Galilée eut comme conséquence que les recherches nouvelles se faisaient désormais en dehors des cercles traditionnels de la scolastique, qui perdit du terrain. Cependant, la représentation héliocentrique de l'univers n'était pas encore bien acceptée dans la société.

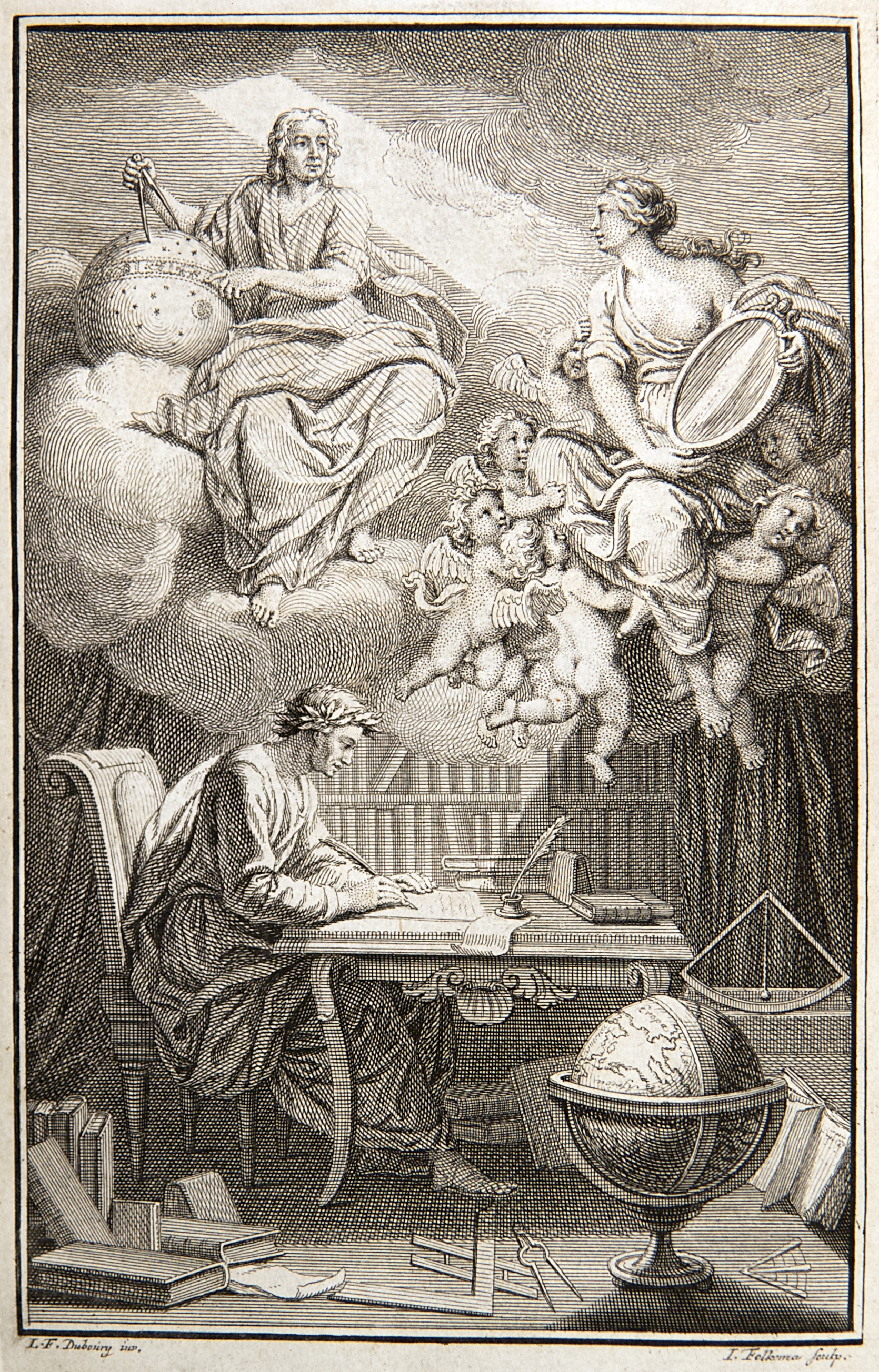
Frontispice des Éléments de la philosophie de Newton, Voltaire, 1738.

Les théories de Newton furent diffusées hors d'Angleterre par Maupertuis, puis en France par Voltaire, qui publia l’Épitre sur Newton, en 1736 et les Éléments de la philosophie de Newton, en 1738. Pendant les Lumières et dans les siècles qui suivirent, Galilée devint une figure emblématique de la science nouvelle.
Le modèle héliocentrique et ses fondements mathématiques furent décrits et diffusés par l'Encyclopédie, publiée à partir de 1751. D'Alembert, assisté de trois autres encyclopédistes, Jean-Baptiste Le Roy, Jean Henri Samuel de Formey et Louis de Jaucourt (rédacteur à lui seul de 28 % des articles de l'Encyclopédie) documentèrent un ensemble d'articles sur l'astronomie qui décrivaient cette discipline et les planètes du Système solaire, en montrant les liens avec d'autres disciplines telles que les mathématiques et la mécanique. Cet ensemble particulièrement bien référencé apportait une cohérence à l'Encyclopédie, qui fit triompher les sciences exactes. D'Alembert, dans le Discours préliminaire de l'Encyclopédie, critiqua sévèrement les abus de l'autorité spirituelle qui ont conduit à la condamnation de Galilée par l'Inquisition en ces termes :

« Un tribunal devenu puissant dans le midi de l'Europe, dans les Indes, dans le Nouveau Monde, mais que la foi n'ordonne point de croire, ni la charité d'approuver, ou plutôt que la religion réprouve, quoique occupé par ses ministres, et dont la France n'a pu accoutumer encore à prononcer le nom sans effroi, condamna un célèbre astronome pour avoir soutenu le mouvement de la terre, et le déclara hérétique […]. C'est ainsi que l'abus de l'autorité spirituelle réunie à la temporelle forçait la raison au silence ; et peu s'en fallut qu'on ne défendît au genre humain de penser. »

Les encyclopédistes se placèrent donc dans le sillage du cogito de Descartes.
A posteriori, la condamnation de Galilée démontra les erreurs de la plupart des théologiens de l'époque. L'image de l'Église s'en est trouvée ternie pour longtemps : on parla d'obscurantisme. Les hommes d'Église se rendirent compte progressivement du danger qu'il y avait à interpréter les Écritures saintes au sens littéral. Il fallut attendre le XIXe siècle pour assister à un renouvellement des études bibliques (exégèse et herméneutique), tant du côté catholique que du côté protestant. Les protestants travaillèrent beaucoup au XIXe siècle sur l'Ancien Testament (voir la section renouvellement des études bibliques). Jean-Paul II reconnut officiellement les erreurs de l'Église en 1992 à l'issue des travaux de la commission d'étude de la controverse ptoléméo-copernicienne.

## Conséquences philosophiques

### Questionnement sur la scolastique et l'aristotélisme
La controverse ptoléméo-copernicienne a d'abord ébranlé, puis provoqué l'abandon des théories géocentriques soutenues par les tenants de l'aristotélisme. Ceux-ci s'appuyaient sur la description de l'univers physique contenue dans quelques livres d'Aristote, notamment le traité Du ciel : selon ces théories, le monde était un assemblage ordonné d'objets spécifiques et soumis à leur nature propre : monde lunaire des objets légers et sub-lunaire des objets lourds, etc.
Dans un premier temps[Quand ?], les scientifiques, à cette époque plus soumis aux autorités religieuses (Église catholique romaine ou réformateurs) et plus attentifs aux Écritures saintes, tentèrent de concilier le système géocentrique (Ptolémée, Aristote, passages des Écritures saintes laissant entendre que la terre était immobile) et le système héliocentrique, par l'équivalence des hypothèses, mais cela ne suffit pas.
Dans l'organisation des enseignements de l'époque (scolastique), on faisait moins de différence qu'aujourd'hui entre la cosmologie et la théologie. La théologie et la métaphysique étaient les enseignements les plus prestigieux à l'université. Les nouvelles théories cosmologiques ont reposé sur l'expérimentation, en particulier l'observation avec des lunettes astronomiques. L'expérimentation était précisément l'un des maillons faibles de la méthode scolastique, qui était très spéculative. On voit en effet le franciscain Roger Bacon critiquer la scolastique sur ces aspects dès le XIIIe siècle.
En fait, les hommes du XVIIe siècle semblent ne pas avoir fait la distinction entre la philosophie d'Aristote, et ses traités scientifiques (physique…) basés sur une observation directe de la nature. Aristote était un philosophe avant d'être un scientifique. À l'époque de Galilée, théologie, philosophie et science étaient beaucoup plus interdépendants qu'à notre époque, qui reconnaît le principe d'autonomie de la science.

### Affranchissement de la science de la tradition scolastique et aristotélicienne
Les hésitations des scientifiques, qui à cette époque[Laquelle ?] étaient soumis aux autorités religieuses (Église catholique ou réformateurs), les erreurs d'interprétation de la plupart des théologiens du XVIIe siècle, notamment lors du procès de Galilée (1633), la confirmation des thèses héliocentriques avec Newton et les preuves optiques de la trajectoire orbitale de la Terre ont eu pour conséquence que la science s'est affranchie de la tradition aristotélicienne.
Les scientifiques ont appris progressivement à s'exprimer dans d'autres cercles que la scolastique, inaugurant le principe d'autonomie de la science.

#### Kant et la survie de la métaphysique
L'expression « révolution copernicienne » possède un sens très précis en philosophie. Il s'agit pour le sujet kantien de réfléchir sur les connaissances rationnelles qu'il possède et par ce moyen de juger de ce que la raison peut faire et ne pas faire. Kant part des connaissances au-dessus de toute controverse (logique, mathématique, physique) dont l'objet est de déterminer des objets absolument a priori. Il se demande pourquoi il n'en est pas de même pour la métaphysique.
Face au prestige des sciences, la métaphysique, en recherche d'un fondement incontestable, fit l'objet d'un approfondissement avec Kant. Il écrivit sa Critique de la raison pure, en grande partie pour la sauver.

## Suites de la révolution copernicienne

### Naissance de la science moderne et autonomie de la science
La controverse ptoléméo-copernicienne a vu s'affronter les points de vue des scientifiques (astronomes, mathématiciens et physiciens) et des théologiens avec des tensions sans précédent, au sujet de l'interprétation des Écritures saintes, et des passages cosmologiques de la Bible. Le cas de Galilée en particulier a montré que les scientifiques avaient besoin d'une certaine autonomie par rapport aux autorités ecclésiastiques pour effectuer leurs recherches.
D'Alembert, dans l'Encyclopédie milite pour une séparation de l'Église et de la science, arguant que l'Église n'a pas de compétence en matière scientifique, qu'elle a tout à perdre à se mêler de ce qui n'est pas de son ressort, et que l'Écriture ne doit pas être interprétée littéralement.
La révolution copernicienne a vu ainsi, avec la naissance de la science moderne, apparaître le principe d'autonomie de la science.

### Changement de configuration du savoir
Le philosophe Michel Foucault, dans Les mots et les choses, identifie un changement dans la configuration du savoir (épistémè), qui s'est produit selon lui entre le début du XVIIe siècle (époque de Descartes et Pascal) et le début du XIXe siècle environ.

### Rejet de la métaphysique par les idéologies
Après cette période de mise en doute de la métaphysique, la période qui suivit la Révolution et l'Empire vit l'émergence de philosophies matérialistes, quelquefois franchement idéologiques.
Dans les années 1820, au XIXe siècle, et dans la première moitié du XXe siècle s'est développée la doctrine du saint-simonisme, du nom de Claude Henri de Rouvroy, comte de Saint-Simon (en abrégé Saint-Simon, à ne pas confondre avec le duc de Saint-Simon, le célèbre mémorialiste de Louis XIV).
Le comte de Saint-Simon, dans sa lettre d'un habitant de Genève à ses contemporains (1803), fit référence à Isaac Newton, comme le symbole du scientifique idéal, élevant une sorte de culte aux scientifiques. Il a cherché à remplacer Dieu par un principe universel constitué par la loi de la gravitation. Sa doctrine est résumée dans le dernier ouvrage, inachevé, qu'il a publié en 1825, peu de temps avant sa mort : Nouveau christianisme – Dialogues entre un conservateur et un novateur.
Cette doctrine connut un certain succès, sous la forme de la philosophie des réseaux, selon Pierre Musso.
La doctrine de Saint-Simon inspira un certain nombre d'idéologies matérialistes, comme le positivisme (Auguste Comte), le marxisme…
Auguste Comte parla d'une loi des trois états, faisant passer l'humanité de l'âge théologique, à l'âge métaphysique, puis à l'âge positif. Il est intéressant de rapprocher cette loi des trois états des bornes chronologiques indiquées par Michel Foucault :
- le milieu du XVIIe siècle correspond aux méditations métaphysiques (ou méditations sur la philosophie première) de Descartes (1641) ;
- l'année 1825 correspond à la mort de Saint-Simon.

Selon Auguste Comte, l'astronomie était la première science à parvenir à l'état positif.

### Repentance de l'Église catholique
La confirmation des thèses de Galilée sur le mouvement de la Terre a révélé a posteriori le caractère trop littéral et dogmatique de l'interprétation des textes de la Bible au XVIIe siècle, ce qui a terni durablement l'image de l'Église catholique et du christianisme en général dans les milieux scientifiques et philosophiques.
Les levées d'Index au XVIIIe siècle (1741, 1757) n'avaient pas constitué une reconnaissance explicite des erreurs de l'Église vis-à-vis de Galilée, de sorte que l'Église fut qualifiée d'obscurantiste par certains philosophes des Lumières. Au lieu de reconnaître ses erreurs, l'Église s'est pendant longtemps enfermée dans une politique du silence.
Le pape Jean-Paul II a déclaré lors de la conclusion des travaux de la commission d'étude de la controverse ptoléméo-copernicienne en 1992 :

« À partir du siècle des Lumières, et jusqu'à nos jours, le cas Galilée a constitué une sorte de mythe, dans lequel l'image que l'on s'était forgée des événements était passablement éloignée de la réalité. Dans cette perspective, le cas Galilée était le symbole du prétendu refus par l'Église du progrès scientifique, ou bien de l'obscurantisme « dogmatique » opposé à la libre recherche de la vérité. Ce mythe a joué un rôle culturel considérable ; il a contribué à ancrer de nombreux scientifiques de bonne foi dans l'idée qu'il y avait incompatibilité entre, d'un côté, l'esprit de la science et son éthique de recherche et, de l'autre, la foi chrétienne. Une tragique incompréhension réciproque a été interprétée comme le reflet d'une opposition constitutive entre science et foi. Les élucidations apportées par les récentes études historiques nous permettent d'affirmer que ce douloureux malentendu appartient désormais au passé.
On peut tirer de l'affaire Galilée un enseignement qui reste d'actualité par rapport à des situations analogues qui se présentent aujourd'hui et peuvent se présenter demain. »

La commission d'étude a officiellement reconnu les erreurs de l'Église dans l'affaire Galilée.
Le cardinal Poupard, président de la commission, a déclaré :

« C'est dans cette conjoncture historico-culturelle, bien éloignée de notre temps, que les juges de Galilée, incapables de dissocier la foi d'une cosmologie millénaire, crurent, bien à tort, que l'adoption de la révolution copernicienne, par ailleurs non encore définitivement prouvée, était de nature à ébranler la tradition catholique, et qu'il était de leur devoir d'en prohiber l'enseignement. Cette erreur subjective de jugement, si claire pour nous aujourd'hui, les conduisit à une mesure disciplinaire dont Galilée « eut beaucoup à souffrir ». Il faut loyalement reconnaître ces torts, comme vous l'avez demandé, Très Saint-Père. »

Le pape a déclaré dans son discours lors de la conclusion des travaux de la commission, :
« Ainsi la science nouvelle, avec ses méthodes et la liberté de recherche qu'elle suppose, obligeait les théologiens à s'interroger sur leurs propres critères d'interprétation de l'Écriture. La plupart n'ont pas su le faire. Paradoxalement, Galilée, croyant sincère, s'est montré plus perspicace sur ce point que ses adversaires théologiens. « Si l'écriture ne peut errer, écrit-il à Benedetto Castelli, certains de ses interprètes et commentateurs le peuvent, et de plusieurs façons. » On connaît aussi sa lettre à Christine de Lorraine (1615) qui est comme un petit traité d'herméneutique biblique. »
ainsi que :

« L'erreur des théologiens d'alors, quand ils soutenaient la centralité de la terre, fut de penser que notre connaissance de la structure du monde physique était, d'une certaine manière, imposée par le sens littéral de l'Écriture Sainte. »

et encore :

« Au temps de Galilée, il était inconcevable de se représenter un monde qui fût dépourvu d'un point de référence physique absolu. Et comme le cosmos alors connu était pour ainsi dire contenu dans le seul système solaire, on ne pouvait situer ce point de référence que sur la terre ou sur le soleil. Aujourd'hui, après Einstein et dans la perspective de la cosmologie contemporaine, aucun de ces deux points de référence n'a plus l'importance qu'ils présentaient alors. Cette remarque ne vise pas, cela va de soi, la validité de la position de Galilée dans le débat ; elle entend indiquer que souvent, au-delà de deux visions partielles et contrastées, il existe une vision plus large qui les inclut et les dépasse l'une et l'autre. »

## Aujourd'hui

### Nouvelles théories scientifiques
Les découvertes scientifiques de la deuxième moitié du XIXe siècle, et surtout du XXe siècle ont montré que la gravitation n'est pas la seule interaction de l'univers. On trouve en effet l'électromagnétisme, l'interaction faible, et l'interaction forte. Les découvertes de la relativité (générale et restreinte), ainsi que la physique quantique, ont conduit à revoir la prétention selon laquelle l'univers est prédictible selon des « lois » scientifiques. La notion de hasard a été réintroduite, par exemple la théorie des jeux.
Du reste, le Soleil n'est pas fixe, comme on le croyait à l'époque de Galilée : il tourne autour du centre de la Voie lactée, qui est constitué par un trou noir supermassif, Sagittarius A*. Ces nouvelles théories cosmologiques ont pu être obtenues grâce notamment à la radioastronomie, avec de nouveaux types d'instruments, les radiotélescopes, comme celui de Nançay.
Plus récemment, l'hypothèse en cosmologie de la matière sombre et de l'énergie sombre montrerait que l'univers est essentiellement composé, à plus de 95 %, de matière et d'énergie inconnue et que la matière que nous connaissons en constituerait une infime minorité. Cela constituerait, pour certains auteurs, une nouvelle « révolution copernicienne ».

### Révolution environnementale
L'agroéconomiste américain Lester R. Brown estime que les bouleversements induits par les contraintes environnementales apparues depuis la Seconde Guerre mondiale impliquent un changement conceptuel comparable à celui de la révolution copernicienne. En effet, la révolution industrielle, sur laquelle a débouché la révolution copernicienne, a donné naissance à de nouveaux modes de vie et à l'ère la plus destructrice pour l'environnement que l'histoire humaine ait jamais connue.
Thomas Michelet estime quant à lui que la crise écologique marque la fin de la modernité. Elle suppose un changement de paradigme, une autre révolution copernicienne, pour passer de l'autonomie du sujet à l'interdépendance des créatures, qui ont leur existence propre sans plus graviter autour du sujet.

### Utilisations de l'expression en dehors du champ astronomique
L'expression « révolution copernicienne » n'a vraiment de sens qu'employée dans son contexte historique. Il est pourtant devenu d'usage courant de l'employer de manière métaphorique dans des contextes contemporains, notamment pour justifier des changements de perspective dans une discipline donnée, en particulier dans le domaine scientifique. Ainsi, dans Ni Dieu, ni gène, Jean-Jacques Kupiec et Pierre Sonigo soutiennent que la génétique n'a pas encore effectué sa révolution copernicienne et est encore prisonnière du concept aristotélicien d'espèce[réf. souhaitée].
En philosophie, l'utilisation la plus fameuse de l'expression est celle de Kant, qui qualifie de « révolution copernicienne » la nouvelle théorie de la connaissance qu'il propose : en considérant que la connaissance ne résulte pas d'une simple observation passive du monde mais d'un acte de notre esprit (qui élabore des concepts, procède à des expériences), il estime avoir placé le sujet au centre de la connaissance et non l'objet comme ses prédécesseurs.
Michel Foucault parle, pour notre époque, d'un nouveau changement de conception du monde. Il qualifie les conceptions du monde liées aux époques de l'Histoire d'épistémè. Selon lui, nous entrons dans l'hypermodernité.

### Renouvellement des études bibliques
On peut distinguer deux causes à la controverse ptoléméo-copernicienne. Premièrement, la philosophie scolastique paraissait trop « spéculative » (terme employé par Descartes dans le Discours de la méthode) aux scientifiques de l'époque, car elle consistait seulement en dialogues, mais ne prenait pas en compte les résultats des expériences scientifiques. Deuxièmement, les traductions successives des textes de la Bible, surtout de l'Ancien Testament, comme le laisse penser la lettre de Galilée à Christine de Lorraine, entraînaient inévitablement des risques de déformations de sens sur quelques passages clés pour l'interprétation par des scientifiques.
Les travaux d'exégèse de l'oratorien Richard Simon avec son Histoire critique du Vieux Testament furent entravés par Bossuet en 1678. Ainsi les tentatives de clarification du texte de la Bible n'eurent pas de suite chez les catholiques.
Ce furent finalement les protestants qui approfondirent l'étude de l'Ancien Testament au XIXe siècle.
À partir de Léon XIII, puis sous Pie XII, l'Église catholique romaine introduisit des consignes pour les études bibliques : en herméneutique (interprétation des textes) ainsi qu'en exégèse (étude des textes anciens). Léon XIII publia l'encyclique Providentissimus deus en 1893 ; Pie XII publia l'encyclique Divino Afflante Spiritu en 1943.
Le pape Pie XII réagit d'abord à la théorie du Big Bang, devant l'Académie pontificale des sciences en 1951, en le rapprochant du « Fiat lux ». En 1953, devant l'assemblée générale de l'Union astronomique internationale, il se ravisa et abandonna ce concordisme.
La plupart des papes modernes ont reconnu les talents de Galilée. Le pape Jean-Paul II a reconnu les erreurs commises par la plupart des théologiens dans l'interprétation des Écritures lors du procès de Galilée, à la suite des travaux menés par la commission d'étude de la controverse ptoléméo-copernicienne entre 1981 et 1992.
Il n'en reste pas moins que la philosophie d'Aristote a été quasiment exclue des enseignements philosophiques en France jusqu’à la Seconde Guerre mondiale, et qu'on n'y fait guère référence encore aujourd'hui dans les programmes de philosophie.

## Passages cosmologiques de la Bible
Les quelques passages cosmologiques de la Bible que les théologiens ont opposé à la théorie héliocentrique sont les suivants (ces passages sont issus d'une traduction moderne de la Bible, et ne rendent donc pas compte des modifications qui ont eu lieu au cours des siècles à la suite des travaux d'exégèse et des différentes traductions) :
- Psaume 18, 8 : « La terre fut ébranlée et trembla, les fondements des montagnes s'agitèrent, et ils furent ébranlés, parce qu'il était courroucé. »
- Psaume 19, 5-6 : « Leur son parcourt toute la terre, leurs accents vont jusqu'aux extrémités du monde. C'est là qu'il a dressé une tente pour le soleil. Et lui, semblable à l'époux qui sort de la chambre nuptiale, s'élance joyeux, comme un héros, pour fournir sa carrière. »
- Psaume 103, 11 : « Car autant les cieux sont élevés au-dessus de la terre, autant sa bonté est grande envers ceux qui le craignent. »
- Ecclésiaste 1, 4-5 : « Une génération passe, une génération vient, et la terre subsiste toujours. Le soleil se lève, le soleil se couche, et il se hâte de retourner à sa demeure, d'où il se lève de nouveau. »
- Josué 10, 12-13 : « Alors Josué parla à Yahweh, le jour où Yahweh livra les Amorrhéens aux enfants d'Israël, et il dit à la vue d'Israël : Soleil, arrête-toi sur Gabaon, et toi, lune, sur la vallée d'Ajalon ! Et le soleil s'arrêta, et la lune se tint immobile, jusqu'à ce que la nation se fût vengée de ses ennemis. Cela n'est-il pas écrit dans le livre du Juste ? Et le soleil s'arrêta au milieu du ciel, et ne se hâta point de se coucher, presque un jour entier. »
- Isaïe 38-8 : « Voici que je vais faire reculer l'ombre en arrière, des degrés qu'elle a descendus sur les degrés d'Achaz sous l'influence du soleil, soit de dix degrés. Et le soleil recula de dix degrés sur les degrés qu'il avait descendus. »

Deux autres psaumes contiennent également des passages cosmologiques :
- Psaume 93, 1 : « Yahweh est roi, il est revêtu de majesté, Yahweh est revêtu, il est ceint de force : Aussi le monde est ferme, il ne chancelle pas »[35].
- Psaume 96, 10 : « Dites parmi les nations : "Yahweh est roi ; aussi le monde sera stable et ne chancellera pas ; il jugera les peuples avec droiture". »

## Chronologie de la révolution copernicienne
- Aristarque de Samos (310-230 av. J.-C.), postérieur à Aristote, est le premier savant dans la Grèce antique à proposer un modèle héliocentrique. Sa théorie est très mal acceptée à cette époque.
- Séleucos de Séleucie (né vers -190, actif vers -150) défend la théorie héliocentrique d'Aristarque de Samos.
- Nicole Oresme (1320-1322), dans son Traité du ciel et du monde soutient que les raisons proposées par la physique aristotélicienne contre le mouvement de la Terre sont irrecevables, et qu’aucune expérience ne peut décider si les cieux se déplacent d’est en ouest ou si c'est la Terre qui se déplace d’ouest en est. Bien avant Copernic, il soutient la théorie du mouvement de la Terre et non des cieux, en s'appuyant sur l’argument de la simplicité. Mais dans Le Livre du Ciel, Oresme a finalement rejeté la cosmologie de la rotation terrestre en faveur de laquelle il avait apporté tant d'arguments[36].
- Nicolas de Cues (1401-1464) est l'un des premiers astronomes à proposer une représentation du monde non géocentrique. Dans De docta ignorantia (De la docte ignorance, publié en 1440), il affirme que le monde ne peut pas être fini, que la terre ne peut pas en être le centre, et qu'elle se meut. Ses conceptions cosmologiques furent complètement ignorées par ses contemporains et par ses successeurs pendant plus de cent ans[37].
- Regiomontanus (1436-1476) s'intéresse aux théories de Nicolas de Cues, mais adopte finalement la théorie du géocentrisme.
- 1512 : Nicolas Copernic rédige un court traité De Hypothesibus Motuum Coelestium à se Contitutis Commentariolus[38], qu'il termine vers 1515, mais qui ne sera pas publié de son vivant. Dans cet ouvrage, qu'il dédie au pape, Copernic estime que la Terre décrit une trajectoire circulaire autour du Soleil. Une phrase illustre bien l'ampleur de la faille (que Freud qualifiera de blessure narcissique) que l'ouvrage introduit dans la représentation géocentrique de l'univers : « Tous les mouvements apparents que l’on constate au firmament sont dus aux mouvements de la Terre et non du firmament ».
- 1534 : Palingenius publie à Venise le poème Zodiacus Vitae, traduit en plusieurs langues, où il décrit un monde en contradiction avec les idées de son temps[39].
- 1540 : Rheticus, disciple de Copernic, publie sa Narratio prima, dans laquelle il annonce la publication prochaine du grand ouvrage de son maître, le De Revolutionibus, et expose avec enthousiasme le système du monde qui y est décrit[38].
- 1530-1543 : Nicolas Copernic écrit un second traité, De Revolutionibus Orbium Coelestium (Des révolutions des sphères célestes), achevé vers 1530. Cette œuvre ne sera publiée, par un imprimeur luthérien de Nuremberg, que le 24 mai 1543, peu de temps avant la mort de Copernic[38].
- 1541 : Melanchthon prend position contre les idées de Copernic dans une lettre à un de ses correspondants[40].
- 1547-1548 : le dominicain Giovanni Maria Tolosani critique Copernic et réfute la doctrine héliocentrique d'abord sur la base de la Bible, puis en s'appuyant sur la doctrine cosmologique d'Aristote et de Ptolémée, dans un opuscule intitulé Du ciel suprême immobile [i.e. l'empyrée] et de la terre tout en bas stable et des autres cieux et éléments intermédiaires mobiles[41].
- 1549 : dans les Initia doctrinae physicae, Melanchthon prend position contre l'héliocentrisme en invoquant les enseignements de la raison et ceux de la révélation[40].
- 1570 : l'astronome jésuite Christophe Clavius réfute Copernic essentiellement sur des bases astronomiques et physiques, et rappelle que le copernicianisme est aussi contraire à la Bible[réf. nécessaire]. Tout en reconnaissant la grande valeur de l’œuvre de Copernic en tant que source d’observations, de tables et de calculs, Clavius considérait que l’opinion de Ptolémée méritait d’être préférée aux « inventions » de Copernic[42].
- 1576 : l'Anglais Thomas Digges expose le système de Copernic dans une Parfaite description des orbes célestes, à une différence notable près : il remplace la sphère des étoiles fixes de Copernic par une extension infinie de l'espace, lieu des étoiles mais aussi du Paradis[43].
- 1577-1578 : Michael Maestlin se déclare en faveur de la cosmologie de Copernic en 1578 dans son traité de la comète de 1577, Observatio & Demostratio Cametae Aetherei[44].
- 1580-1600 : la doctrine de l'équivalence des hypothèses est discutée ; elle visait à concilier les conceptions ptoléméenne (géocentrisme) et copernicienne (héliocentrisme) du monde.
- 1584 :
  - Giordano Bruno publie Cena de le Ceneri (Le Banquet des Cendres), où il défend la théorie héliocentrique de Copernic, et De l'infinito universo et Mondi (De l'univers infini et des mondes), dans lequel il soutient l'hypothèse de la pluralité des mondes habités[45].
  - L'ermite augustinien espagnol Diego de Zúñiga (1536-1597) publie un commentaire du livre de Job dans lequel il défend l'hypothèse copernicienne[46].
- 1596 : dans son Mysterium cosmographicum publié à Tübingen, le jeune Johannes Kepler, disciple de Maestlin, défend avec ardeur l'hypothèse de Copernic, en s'appuyant sur des arguments physiques (ce qui est une première) et métaphysiques. Il y renforce même l'héliocentrisme du système, en plaçant le Soleil précisément au centre du système, alors que le centre de l'orbite terrestre occupait cette place selon Copernic[47]. Kepler place la Création de la Terre lors du solstice d'été de 3993 av. J.-C.[48].
- 1600 : Giordano Bruno est condamné au bûcher plus sur ses positions théologiques jugées hérétiques et ses attaques répétées contre le dogmatisme, que parce qu'il s'était basé sur Copernic pour développer son système philosophique d'un univers infini peuplé de mondes identiques[45].
- 1604 : quand surgit la supernova SN 1604 dans la Voie lactée, la « nouvelle étoile » achève de jeter le trouble dans les esprits à propos de la doctrine de l'immuabilité du ciel. D'autant que les mesures expérimentales faites sur « la nouvelle étoile » amènent nombre d'astronomes (dont Kepler et Galilée) à rejeter de plus en plus ouvertement l'ancien système des étoiles fixes. Kepler sera l'astronome qui fera l'étude de loin la plus détaillée de l'astre, qu'il a publiée dans l'ouvrage De Stella Nova in Pede Serpentarii (« Sur la nouvelle étoile dans le pied d'Ophiuchus ») publié en 1606[49].
- 1608 : invention de la lunette d'approche, en Hollande vers 1608 (grossissement 3 fois). L'attribution de cette invention est difficile à établir, car plusieurs personnes cherchèrent à en obtenir le brevet. C'est néanmoins l’opticien hollandais Hans Lippershey qui fut le premier à présenter un exemplaire d'une lunette fin septembre 1608 ; Jacques Metius présenta une demande de brevet plusieurs semaines après Lippershey ; Sacharias Janssen fut connu par son fils qui prétendit en 1634 qu'il en était l'inventeur…
- 1609-1610 : Galilée perfectionne la lunette d'approche portant son grossissement à 6 puis 20 fois ; il est un des premiers à l'utiliser comme lunette astronomique pour l'observation d'objets célestes ; il observe des montagnes sur la Lune, les satellites de Jupiter, les taches solaires, etc.
- 1608 à 1610 : Thomas Hobbes rencontre Galilée à Paris ;
- 1609 : Johannes Kepler publie Astronomia nova (Nouvelle astronomie). Il contient les première et deuxième « lois de Kepler » sur les orbites elliptiques, vérifiée seulement pour Mars. Kepler établit que les trajectoires décrites par les planètes sont elliptiques, et non circulaires, comme le pensait Copernic[48].
- 1610 : dans son Commentaire sur le livre de Josué, le théologien jésuite Nicolaus Serarius dénonce le caractère doctrinalement dangereux du modèle copernicien, allant jusqu'à parler d'hérésie à son sujet[50].
- 1610 : Johannes Kepler prend connaissance de la découverte de quatre satellites tournant autour de Jupiter grâce aux observations de Galilée avec sa lunette astronomique et écrit une lettre de soutien publiée sous le titre de Dissertio cum Nuncio Sidero (Conversation avec le messager des étoiles), puis après avoir lui-même observé ces satellites, il publie ses observations dans Narratio de Observatis Quatuor Jovis Satellibus.
- 1610 : Galilée publie Sidereus nuncius (en français : le Messager des étoiles), où il fait état de ses observations de la lune et des satellites de Jupiter.
- 1611 : Galilée est invité par le cardinal Maffeo Barberini (futur pape Urbain VIII) à présenter ses découvertes astronomiques au Collège Pontifical de Rome et à l'Académie des Lyncéens (1er avril)[51]. Galilée adhère à l'Académie des Lyncéens (25 avril).
- 1615 :
  - Dans la lettre sur l'opinion des Pythagoriciens et de Copernic touchant la mobilité de la Terre et la stabilité du Soleil, le théologien carme Paolo Antonio Foscarini soutient la conciliabilité du texte de la Bible avec l'hypothèse héliocentrique[51].
  - Le cardinal Robert Bellarmin écrit une lettre à Galilée (mars) lui recommandant d'exposer ses idées comme des suppositions et non comme des vérités « absolues ». Il écrit une lettre à Foscarini (12 avril) sur l'interprétation hypothétique du système copernicien[52].
  - Dans une lettre à Christine de Lorraine (avril) , Galilée fait état de ses interrogations sur les observations qu'il a effectuées, par rapport aux passages cosmologiques de la Bible, ainsi qu'à quelques passages des livres d'Aristote[51].
- 1616 : les théologiens du Saint-Office sont convoqués pour l'examen de propositions de censure sur la doctrine du mouvement de la Terre (19 février). Le pape Paul V ratifie la censure de la doctrine du mouvement de la Terre (26 février)[52].
- 1619 : Johannes Kepler publie Harmonice Mundi, traité contenant la troisième loi sur le mouvement planétaire : la « loi des périodes »[48].
- 1623 :
  - Galilée publie l'Essayeur dans lequel il affirme que « Le livre de l'Univers est écrit en langue mathématique. »[7]
  - Le père Marin Mersenne, qui deviendra un ami proche de Descartes, publie l'Usage de la raison et sur la Genèse.
- 1624 : en mai, Galilée a six audiences avec le pape Urbain VIII et des cardinaux. Le pape l'autorise à écrire sur la théorie copernicienne tant qu'il la traite comme une hypothèse mathématique[51].
- 1626 : Marin Mersenne se lie d'amitié avec Descartes[53].
- 1632 :
  - Février : Galilée publie Dialogo sopra i due massimi sistemi del mondo (dialogue sur les deux grands systèmes du monde), ouvrage ouvertement procopernicien, dans lequel il met en scène trois personnages, dont un aristotélicien, Simplicio, qu'il ridiculise[51].
  - Septembre : Urbain VIII reçoit le dialogue sur les deux grands systèmes du monde et décrète l'ouverture d'un procès contre Galilée[51].
- 1632-1633 : Descartes écrit le traité du monde et de la lumière, dans lequel il défend la thèse de l'héliocentrisme. Il achève son traité en juillet 1633[54]
- 1633, 22 juin : Galilée est condamné par l'Inquisition pour son ouvrage dialogo sopra i due massimi sistemi del mondo ; Urbain VIII commue immédiatement sa peine en assignation à résidence[51].
- 1633, novembre : Descartes apprend la condamnation de Galilée et informe Marin Mersenne qu'il renonce à lui envoyer le Traité du monde et de la lumière[55].
- 1634 :
  - Marin Mersenne publie à Paris la traduction en français du Traité des Mécaniques de Galilée[53].
  - Descartes reçoit de son ami Beeckman l'ouvrage Dialogue sur les deux grands systèmes du monde qui a valu à Galilée sa condamnation ; Descartes suspend la publication de son propre ouvrage, le Traité du monde et de la lumière, et préfère donner une orientation philosophique à sa carrière.
- 1637 : Descartes publie des extraits de son traité du monde et de la lumière (la Dioptrique, les Météores, la Géométrie) accompagnés d'une préface, le Discours de la méthode, qui constitue son premier ouvrage philosophique[54].
- 1640-1641 : Descartes demande à son ami Marin Mersenne de recueillir les avis des meilleurs esprits de l'époque sur son projet de livre méditations sur la philosophie première. Marin Mersenne écrit les Secondes objectionstexte ; Hobbes écrit les Troisièmes Objections, qui sont un témoignage précieux pour l’étude de sa philosophie première. Les objections de Hobbes sont transmises à Descartes en janvier 1641.
- 1641 : Descartes ne tient pas compte des objections de Hobbes ; il publie les Méditations métaphysiques[54].
- 1644 : Descartes publie Les Principes de la philosophie[54].
- 1659 : John Locke lit Descartes et commence à s'intéresser à la philosophie.
- 1675-1679 : John Locke voyage en France et étudie Descartes.
- 1678 : l'Histoire critique du Vieux Testament de l'oratorien Richard Simon, aujourd'hui considéré comme un des pères de l'exégèse critique, est condamnée par Bossuet[56].
- 1686 : Robert Boyle écrit A Free Enquiry into the Vulgarly Received Notion of Nature.
- 1686 : Fontenelle publie Entretiens sur la pluralité des mondes, ouvrage dans lequel il soutient que les autres planètes du Système solaire sont habitées[57].
- 1687 : Newton publie en latin Philosophiae Naturalis Principia Mathematica, ouvrage dans lequel il formule la théorie de la gravitation, qui intègre les apports de Képler et de Galilée[58].
- 1689, 4 décembre : John Locke publie l'essai sur l'entendement humain, premier traité sur l'étude moderne de la conscience, sorte de fondement de la philosophie de l'esprit[59]
- 1701 : publication de Recherche de la vérité par les lumières naturelles ; Descartes affirme que les vérités qu'il avance ne sont empruntées ni à Platon ni à Aristote[60].
- 1717 : Jean Théophile Désaguliers et le pasteur anglican James Anderson, amis d'Isaac Newton, fondent avec d'autres francs-maçons la Grande Loge de Londres, qui marque la sécularisation de la maçonnerie spéculative[61].
- 1727 : mort d'Isaac Newton (20 mars) et funérailles à l'abbaye de Westminster (8 avril)[58]. Voltaire, en exil en Angleterre, assiste aux funérailles, et commence à s'intéresser à l'œuvre du savant anglais[62].
- 1728 :
  - James Bradley prouve scientifiquement, par la mise en évidence du phénomène de l'aberration de la lumière, la rotation de la Terre autour du Soleil mais ne rend pas publique sa découverte[63].
  - Le philosophe, mathématicien, physicien et astronome français Pierre Louis Moreau de Maupertuis, en visite à Londres, découvre les idées de Newton sur l'attraction universelle, dont il va devenir un ardent propagandiste en France[64].
- 1729 : publication de la traduction anglaise par Andrew Motte des Principia Mathematica de Newton[65].
- 1732 : pour diffuser les idées de Newton en France, Maupertuis publie son Discours sur différentes figures des astres, où il compare les idées de Descartes et de Newton, mais l'ouvrage aura peu de retentissement[17].
- 1736 : Voltaire publie l'épître sur Newton et commence à mettre à la mode en France la physique du savant anglais[66].
- 1737 : début des expéditions géodésiques françaises visant à confirmer la forme exacte de la Terre (aplatie aux pôles) par rapport aux prédictions de la loi de la gravitation de Newton.
- 1738 : Voltaire publie les Éléments de la philosophie de Newton[17].
- 1741 : devant la preuve optique de la trajectoire orbitale de la Terre, le pape Benoît XIV donne l'imprimatur aux ouvrages de Galilée[16].
- 1745 à 1756 : l'Encyclopédie (Encyclopédie ou Dictionnaire raisonné des sciences, des arts et des métiers) va répandre la théorie de l'héliocentrisme dans un public de lettrés, à l'instigation principalement de d'Alembert (1717-1783), codirecteur de l'Encyclopédie. D'Alembert prend en charge la rédaction de la plupart des articles sur l'astronomie ; il est aidé dans cette tâche par trois autres savants qui y contribueront également : Jean-Baptiste Le Roy (1720-1800), Jean Henri Samuel de Formey (1711-1797), et Louis de Jaucourt (1704- 1779)[67].
  - 1745 : début du projet ;
  - 1748 à 1760 : rédaction des articles sur l'astronomie ;
  - 1751 : début de la publication, un volume paraîtra chaque année.
- 1745-1749 : traduction française des Principia Mathematica de Newton par Émilie du Châtelet[68].
- 1756 : publication de la traduction française des Principia Mathematica de Newton par Émilie du Châtelet[69].
- 1757 : le pape Benoît XIV lève l'Index sur les ouvrages relatifs à l'héliocentrisme[16].
- 1759 : publication définitive de la traduction française des Principia Mathematica de Newton par Émilie du Châtelet.
- 1781 : Kant publie la Critique de la raison pure, remise en question des fondements de la métaphysique[70].
- 1802-1803 : Claude Henri de Rouvroy, comte de Saint-Simon, publie les Lettres d'un habitant de Genève à ses contemporains [71], dans lesquelles il érige un culte à Isaac Newton, invitant à une souscription devant le tombeau de Newton[72].
- 1820 : le chanoine Settele s'apprête à publier ses Eléments d’optique et d’astronomie, et se voit opposer un refus d'imprimer. C'est la dernière manifestation des écrits coperniciens. L'auteur injustement censuré s'adresse au pape Pie VII, dont il reçoit dès 1822 une sentence favorable[73].
- 1822 : le 17 septembre paraît un décret approuvé par le pape Pie VII dans lequel l'Inquisition, se référant aux décisions de 1757 et de 1820, déclare permises à Rome l'impression et la publication d'ouvrages traitant de la mobilité de la Terre et de l'immobilité du ciel selon l'opinion commune des astronomes modernes[74].
- 1835 : le livre de Copernic, le commentaire sur le livre de Job de Diego de Zuniga, la lettre de Foscarini, l'Epitome de Kepler (condamné en 1619), et le Dialogue de Galilée disparaissent des listes d'ouvrages interdits par Rome.

- 1916 : dans Introduction à la psychanalyse, Sigmund Freud évoque « trois démentis » infligés par la science à l'« égoïsme naïf de l'humanité » ; « La première fois, ce fut lorsqu'elle a montré que la Terre, loin d'être le centre de l'univers, ne forme qu'une parcelle insignifiante du système cosmique dont nous pouvons à peine nous représenter la grandeur » (voir blessure narcissique).
- 1917 : dans Une difficulté de la psychanalyse, Sigmund Freud évoque « trois graves humiliations » éprouvées par « le narcissisme, l'amour-propre de l'humanité en général » de par l'investigation scientifique ; la première humiliation, cosmologique, découle de l'assentiment général obtenu par la grande découverte de Copernic (voir blessure narcissique).

- 1965 : le concile Vatican II déplore certaines attitudes d'esprit qui ont existé parfois parmi les chrétiens eux-mêmes, en raison d'une perception insuffisante de la légitime autonomie de la science, et fait une courte allusion à Galilée.
- 1979 : le pape Jean-Paul II parle longuement de Galilée à l'Académie pontificale des sciences.
- 1981 : une commission présidée par le cardinal Paul Poupard, est chargée de réexaminer l'affaire Galilée.
- 1992 : la commission présidée par le cardinal Paul Poupard présente ses conclusions. Elle reconnaît les erreurs commises par la plupart des théologiens lors de l'affaire Galilée.

La victoire des thèses de Copernic, Kepler et Galilée a commencé d'intervenir avec le succès de la théorie newtonienne. La victoire définitive a été obtenue par la preuve optique de la trajectoire orbitale de la Terre et les mesures de levées d'index de la première moitié du XVIIIe siècle.